# Can Pech

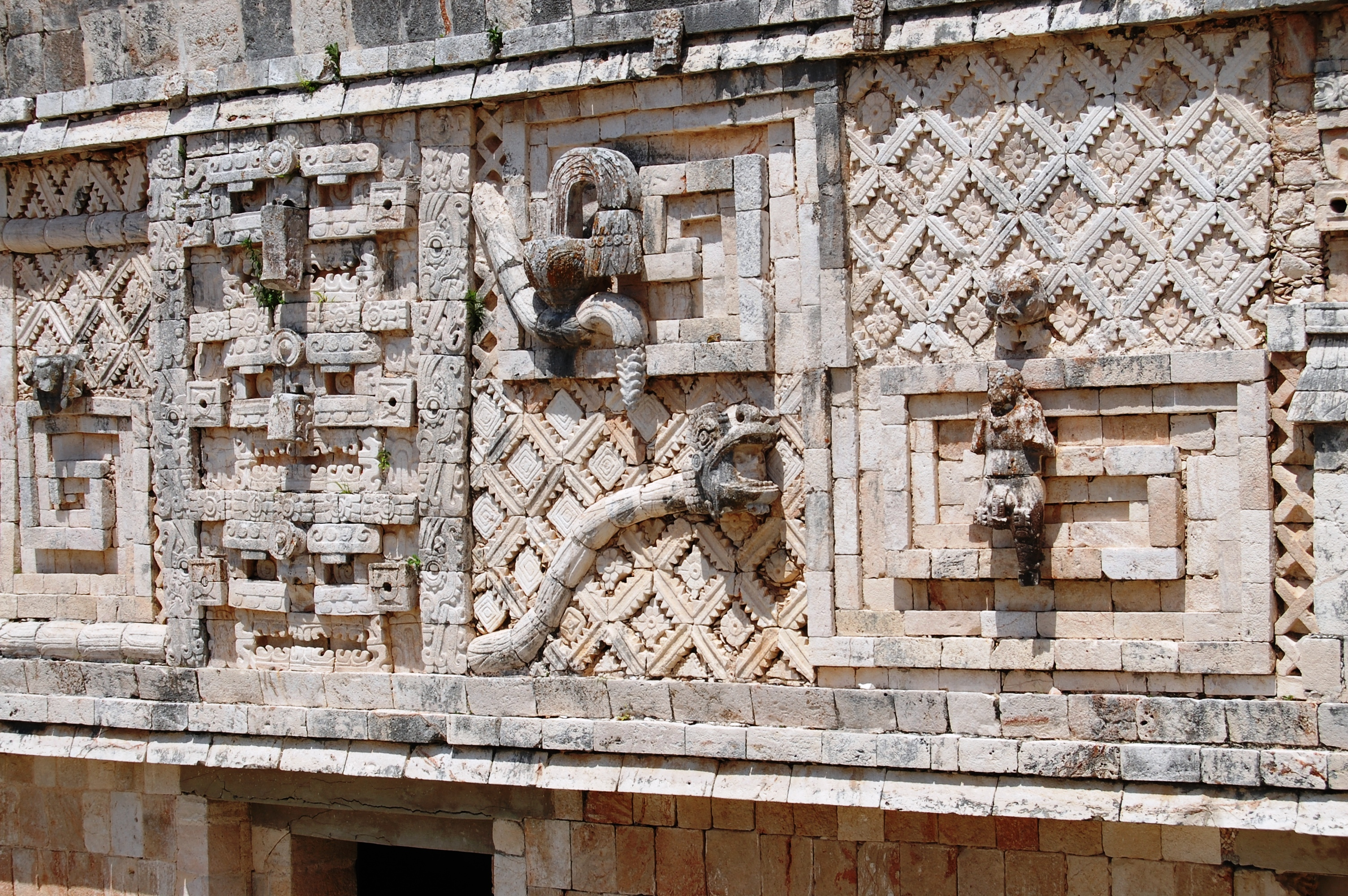
kaan 'serpiente', Pech 'garrapata'.

Can Pech o Kaan Peech fue una jurisdicción de la cultura maya, que se formó tras la desintegración de la Liga de Mayapán, en el período posclásico, tomó el nombre de su principal población y puerto. Su ubicación era al sur de la jurisdicción de Ah Canul y al norte de Chakán Putum en el litoral del golfo de México. En el siglo XVI, durante la conquista, fue un punto estratégico para el avance de los conquistadores. El nombre actual de la población de Can Pech es San Francisco de Campeche capital del estado mexicano de Campeche. Los vestigios arqueológicos en la zona indican que fue habitada desde el período preclásico y clásico de la civilización maya.

## Toponimia
Kaan Peech deriva de las palabras mayas kaan cuyo significado es 'serpiente' y peech cuyo significado es 'garrapata' , es decir '[lugar de] serpientes y garrapatas'. 
Los conquistadores españoles refirieron el nombre Aj k'iin peech, de las primeras entrevistas con los mayas del lugar. Aj k'iin es una clase de sacerdote cuyo traducción al castellano sería 'que pertenece al sol (k'iin)', y peech es también un apellido o patronímico de un linaje. Es decir Aj k'iin peech pudo haber fundado o vivido en Kaan peech.
Debido a que la boa es un reptil que acepta como parásito a las garrapatas, otra interpretación podría ser el '[lugar de las] boa[s]' o 'serpientes con garrapatas', en los monumentos mayas encontrados por los españoles se describen enormes serpientes.

## Antecedentes en la zona de Kaan Peech

División de las jurisdicciones mayas en el según Ralph Roys.

Durante el período preclásico y clásico, en los alrededores de la zona de Can Pech, se construyeron importantes asentamientos humanos como Becán, Edzná, Dzibilinocac, Alimochei, Jaina, Nadzcaan, Balamkú, Calakmul, Xcalumkín, Kankí, Chunhuhub, Xtampac, Hochob y Dzibilnocac.
En la zona los itzáes habitaron en el período clásico, pero fueron desplazados por los tutul xiúes que inmigraron a la misma zona antes de la fundación de la Liga de Mayapán. La liga, que fue conformada principalmente por las castas sacerdotales de Uxmal (tutul xiúes), Chichén Itzá (itzáes) y Mayapán (cocomes), fue desintegrada durante el período posclásico entre los años 1175 –1185, debido a la guerra declarada de los cocomes a los itzáes, quienes tuvieron que emigrar al Petén guatemalteco.
Posteriormente entre los años 1441-1461 estalló una nueva guerra entre los tutul xiúes de Uxmal y los cocomes de Mayapán, las grandes ciudades fueron abandonadas y la península de Yucatán fue fragmentándose en 16 o 17 jurisdicciones, entre ellas Kaan Peech o Can Pech (en la ortografía clásica), donde el linaje predominante eran los Pech.

## Organización política de las jurisdicciones
Las jurisdicciones, llamadas “kuchkabal”  en lengua maya, tenían usualmente una capital donde vivía el gobernante y sacerdote supremo de la región llamado halach uinik.   Cada kuchkabal se dividía en varios municipios llamados “batalib”, que a su vez eran gobernados por funcionarios llamados “batab”, los cuales usualmente eran familiares del halach uinik,  a quien rendían fidelidad.
Cada batab era el jefe militar de su población, pero atendían órdenes de un jefe militar llamado “nacom” que los coordinaba y que era nombrado por el halach uinik.  
En el lado religioso, después del halach uinik, seguía en rango el ah kin may,  y los sacerdotes regulares ah kin (que significa el que viene del Sol).  También existía un sacerdote sacrificador llamado “ah nacom”.

## Descripción geográfica
La jurisdicción de Can Pech colindaba al norte con Ah Canul, al sur con Chakán Putum, al poniente con el golfo de México y al oriente no se tiene la certeza de la extensión de su territorio.
La población de Can Pech, por su parte, se localizaba en el litoral del golfo de México entre las desembocaduras de los ríos Homtum y Champotón, en una breve interrupción de la cadena de colinas conocida entre los mayas como camino puuc (conjunto de colinas) o la “sierrita”, como le llamaron los conquistadores españoles. El número de casas en la época de las primeras expediciones españolas y al inicio de la conquista de Yucatán era de 3.000; sin embargo en 1545 el número de casas era tan sólo de 500. En 1549 la lista de contribuyentes de la encomienda reportó una población de 5.985 habitantes.
La población de Tixbulul (lugar que se inunda), se encontraba al sur de Can Pech, cerca del inicio de la cadena de colinas que recorre brevemente el litoral del golfo de México, hacia el río Champotón. Tixbulub estaba habitada cuando llegaron los españoles, los habitantes se dedicaban a la agricultura, caza y pesca; realizando intercambios comerciales con Can Pech, tal y como todas las poblaciones mayas costeñas lo realizaban desde la Laguna de Términos hasta Honduras. Fue con la llegada de los españoles que los nativos despoblaron la localidad, huyendo de la invasión e internándose hacia la selva.
Otras localidades habitadas fueron Yaxcab, Samulá, Chiná, Tixmucuy, Hampolol y Dzaptun que era la población colindante al sur con la jurisdicción de Chakán Putum.

## Primeras noticias y contactos con los españoles
En la civilización maya el comercio fue una actividad muy importante, y existió una ruta marítima desde la Laguna de Términos hasta Honduras. Los comerciantes mayas eran de una clase social alta y privilegiada, que además estaban en contacto directo con los gobernantes, reportándoles noticias de otras zonas.
Es decir, los gobernantes y jefes militares utilizaban a los comerciantes como embajadores y espías en regiones lejanas y desconocidas.
En 1502, durante el cuarto viaje de Cristóbal Colón, se realizó el primer encuentro registrado de europeos y  mayas, en las cercanías de la isla de Guanaja. Los mayas pudieron admirar las embarcaciones de Colón, cuyas características y tamaño eran desconocidas en el Continente Americano.
En 1511, una veintena de sobrevivientes de un naufragio llegó a la costa oriental de la península de Yucatán, solo un par de ellos lograron sobrevivir ante el recibimiento hostil de los nativos: Jerónimo de Aguilar y Gonzalo Guerrero, de quienes se conocía perfectamente su paradero en el mundo maya cuando Hernán Cortés llegó a la isla de Cozumel en 1519.
Sin embargo la primera expedición, a la que se le atribuye el descubrimiento de la península de Yucatán, ocurrió dos años antes, en 1517; era capitaneada por Francisco Hernández de Córdoba.   La expedición había partido de Cuba y había tenido el primer contacto con los mayas en Cabo Catoche, en las cercanías de Ekab, en el extremo oriental de Yucatán, el encuentro también había sido hostil.
La expedición continuó su ruta hacia el occidente de la península, y fue precisamente en Can Pech, el 22 de marzo, donde por segunda vez tuvieron contacto con los mayas; de acuerdo a Bernal Díaz del Castillo, necesitaban abastecerse de agua,  y en el momento de realizar esta actividad, ante la sorpresa de los expedicionarios, fueron llamados “castilan”, “castilan” .

...”Faltó el agua y hubimos de saltar a tierra junto al pueblo, y que fue un domingo de Lázaro, y a esta causa pusimos a aquel pueblo por nombre Lázaro, y así está en las cartas de marear, y el nombre propio de indios se dice Campeche.....
...Y estaba allí un buen pozo de agua, donde los naturales de aquella población bebían porque en aquellas tierras, según hemos visto no hay ríos, y sacamos las pipas para henchirlas de agua, y volvernos a los navíos.  Y ya que estaban llenas y nos queríamos embarcar, vinieron del pueblo obra de cincuenta indios, con buenas mantas de algodón y de paz, y a lo que parecía debían ser caciques, y nos dicen por señas a qué buscábamos y les dimos a entender que agua e irnos luego a los navíos, y nos señalaron con las manos que si veníamos de donde sale el sol y decían “castilán” , “castilán” y no miramos en lo de plática “castilán”....
 Historia verdadera de la conquista de la Nueva España, Bernal Díaz del Castillo

Los expedicionarios fueron llevados a la población de los mayas, y en sus narraciones detallaron los adoratorios y construcciones de “cal y canto”, donde en las paredes se observaban “serpientes y culebras grandes”, lo cual reafirma el topónimo de Can Pech. También describieron que había gotas de sangre en las paredes, y la posibilidad de un sacrificio previo a su llegada;  desconfiados por el anterior encuentro hostil en Ekab,  se mantuvieron a la expectativa de los acontecimientos. Por su parte los jefes mayas discernían cómo proceder ante los españoles, pues de acuerdo a la misma narración de Díaz del Castillo, entraban y salían los personajes importantes de las casas, y a la vez, poco a poco, llegaban más guerreros a la población.

....” Y estando de esta manera vinieron otros muchos indios, que traían muy ruines mantas, cargados de carrizos secos y los pusieron en un llano, y luego, tras éstos, vinieron dos escuadrones de indios flecheros, con lanzas y rodelas, y hondas y piedras, y con sus armas de algodón, y puestos en concierto y en cada escuadrón su capitán, los cuales se apartaron poco trecho de nosotros; y luego en aquel instante salieron de otra casa, que era sus adoratorio de ídolos, diez indios que traían las ropas de mantas de algodón largas, que les daban hasta los pies, y eran blancas, y los cabellos muy grandes, llenos de sangre revuelta con ellos, que no se pueden desparcir ni aun peinar si no se cortan; los cuales indios eran sacerdotes de ídolos, que en la Nueva España comúnmente se llamaban papas, y así los nombraré de aquí en adelante.
...Y aquellos papas nos trajeron sahumerios, como a manera de resina, que entre ellos llaman copal, y con braseros de barro llenos de ascuas nos comenzaron a sahumar, y por señas nos dicen que nos vamos de sus tierras antes que aquella leña que allí tienen junta se ponga fuego y se acabe de arder; si no, que nos darán guerra y matarán.  Y luego mandaron pegar fuego a los carrizos y se fueron los papas, sin más no hablar”....
”Conquista de Yucatán”,  Diego López de Cogolludo

El “halach uinik” o batab, finalmente, advirtió a los españoles que deberían retirarse en paz del lugar, por lo cual los expedicionarios, tomando precaución de una posible emboscada, volvieron a sus naves. Esta expedición más tarde tuvo que desembarcar en Chakán Putum, donde los acontecimientos terminaron en una fuerte confrontación

## Conquista de Yucatán

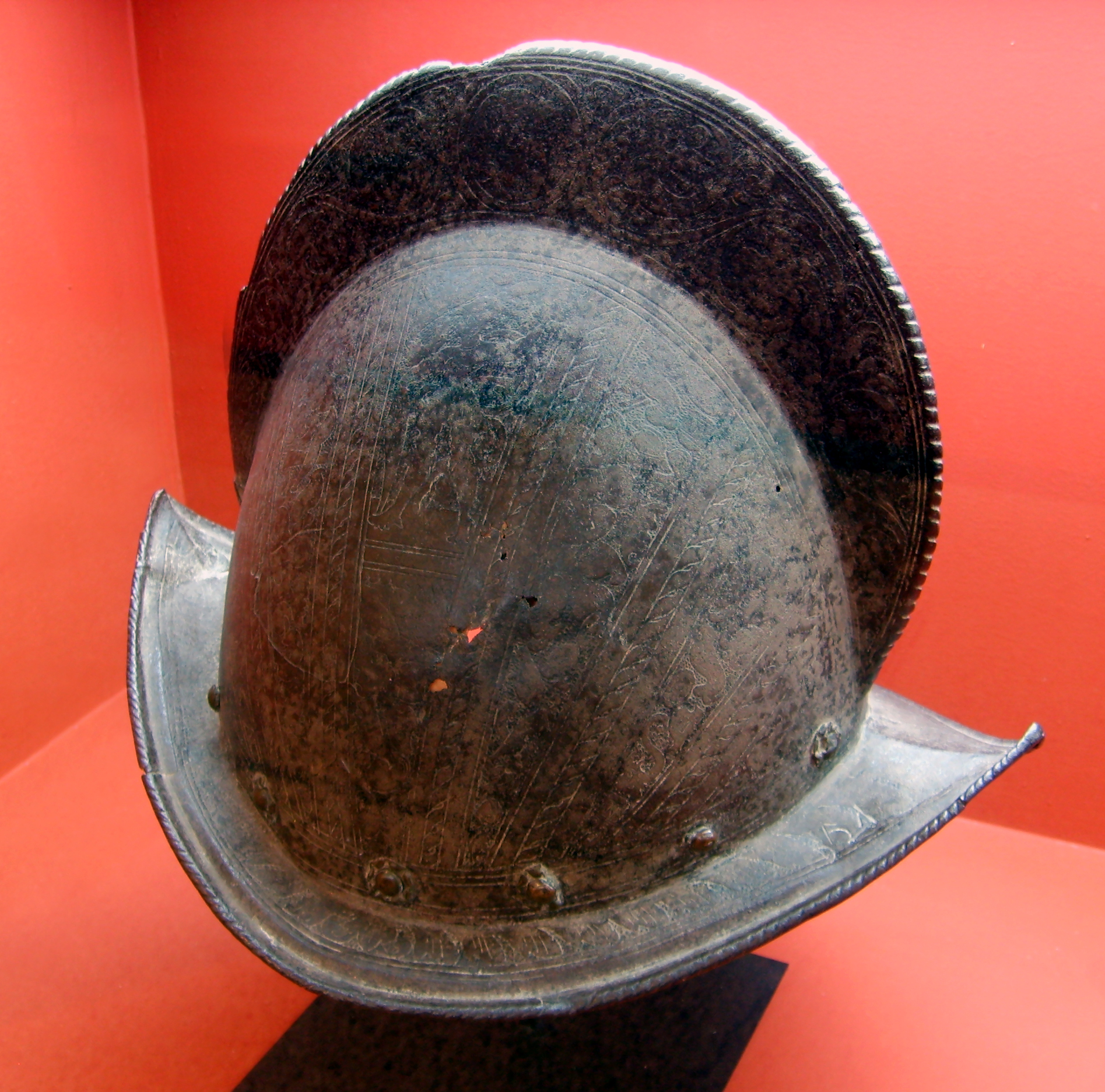
Casco español (morrión).

Francisco de Montejo viajó a España como portador de noticias y del Quinto Real de la recién conquistada Tenochtitlán.  En este viaje, Montejo  solicitó a Carlos I permiso para conquistar Yucatán,  y a finales de 1526 el monarca le otorgó el título de “Adelantado, Gobernador, Alguacil mayor y Capitán General de Yucatán.
Francisco de Montejo “el Adelantado”, llegó a Yucatán en 1527, sin embargo tuvo que realizar tres intentos o campañas, para poder lograr el objetivo de la conquista de Yucatán.
La primera campaña se desarrolló entre 1527 y  1529, comenzando en el litoral oriental,  pero al intentar avanzar hacia el occidente las actividades hostiles fueron cada vez más fuertes, el capitán experimentado Alonso Dávila  sostuvo una posición en Xaman Há (Playa del Carmen), mientras Francisco de Montejo acompañado de su hijo Francisco de Montejo y León "el Mozo", sostuvieron  enfrenamientos con los “mayas cupules”, en Chichén Itzá.  Los mayas cheles eran enemigos de los cupules, y Montejo percatándose de ello, realizó una alianza con los cheles tomándolos como indios auxiliares, y con su hijo estableció un campamento en Dzilam.   
En este sitio, “el Adelantado” pudo percatarse que no solo tendría que confrontar a los mayas cupules, sino que también a los mayas cocomes que eran enemigos de los mayas tutul xiúes.   En 1529 “el Adelantado”, se fue a San Juan de Ulúa y regresó al año siguiente con más soldados para establecerse en Chakán Putum.
La segunda campaña se realizó entre el año 1530 y 1535, incursionando por occidente,  se logró fundar en 1531 “Salamanca de Campeche”, pero los mayas se rebelaron en la batalla se San Bernabé el 11 de junio de 1531 en las inmediaciones de Can Pech.  Alonso Dávila fue enviado por Montejo a cruzar por el sur la península y fundó en Bacalar Villa Real, pero esta posición tuvo que ser abandonada.
Montejo, tuvo entonces que enfrentar con su hijo y su sobrino, a los mayas, donde casi pierde la vida:

..."Envió para esto al contador con cincuenta hombres, y viendo los Indios, que los españoles que quedaban en Campeche, no eran mas de cuarenta de á pie y diez de á caballo, se juntó gran multitud de ellos (que en las probanzas de Blas Gonzalez se dice, eran mas de veinte mil) y dieron en el real de los nuestros, que se vieron en gravísimo peligro. Oyendo el Adelantado el tumulto, salió á caballo por ver si podia apaciguarlos, que estaban divididos en muchos escuadrones, y yendo hacia uno de ellos, que estaba en una cerrezuela, los llamaba á voces, diciéndoles que no fuesen locos, y que era su perdición lo que hacían, que viniesen de paz, pues no les habían hecho daño alguno, con que tuviesen ocasión para aquel alboroto. Los Indios, que entendian de aquella vez acabar con los nuestros; volvieron adonde oian las voces, y como conocieron que era el Adelantado, sin hacer caso de lo que les decía, se fue á él una gran tropa de ellos, que le cercó. Unos querian quitarle la lanza y otros echaban mano á las riendas del caballo para sujetarle; pero viendo el Adelantado el peligro en que estaba, le apretó las piernas, y con la violencia despidió de junto á si á los que le echaban mano Asegundaron tantos Indios, que sujetaron al caballo por los pies, otros le tuvieron las riendas y otros le quitaron la lanza. Querian ya sacarle del caballo para llevarle á sacrificar á sus ídolos (como después dijeron, y que entendian que muerto él se irían los españoles.) De estos se halló el más cercano Blas Gonzalez, soldado de á caballo, y viendo el peligro en que su general estaba, y el que todos corrían con su muerte; acometió á los Indios alanzeándolos, con tal valor, que abrió camino entre ellos, y pudo llegar á socorrerle, y acudieron otros, con que se pudo librar del todo. Salió el Adelantado con algunas heridas que ya tenía; pero muchas más el Blas Gonzalez y muy peligrosas: su caballo de tal data, que á poco rato murió, y le había costado trescientos pesos de oro de minas, y se dice, que nunca le dieron otro en recompensa. Los demás conquistadores, y entre ellos Francisco de Montejo, capitan <104> que era, y sobrino del Adelantado, ponderan la acción por una de las grandes de la conquista, y dicen, que totalmente se perdiera, muriendo en aquella ocasion el Adelantado. Viéndole los Indios recobrado y salvo, en poder de sus españoles, comenzaron á irse unos por una parte y otros por otras, con que fue Dios servido, se sosegase aquel tumulto"...
"Historia de Yucatán", Diego Lópéz de Cogolludo

El avance de los conquistadores continuó de occidente a oriente, el hijo de Montejo conocido como Montejo "el Mozo" junto con su primo conocido como Francisco de Montejo, el sobrino iban a la vanguardia, pero en 1534 fueron vencidos en la ciudad real de Chichén Itzá, por lo que en 1535, los españoles abandonan totalmente la península, por cinco años.
"El Adelantado" recibió en 1535 la "Real Cédula" para gobernar desde el río Cupilco en Tabasco hasta el río Ulua en Honduras, sin embargo existían intereses en disputa, lo cual distrajo la atención del conquistador por cinco años.  "El Mozo" a su vez, tuvo que dedicarse a la pacificación y colonización en la zona de Santa María de la Victoria en Tabasco.
En Campeche, solo quedó una guarnición al mando de Gonzalo Nieto, quién originalmente era alférez (portaestandarte) al inicio de la conquista, había ascendido a Capitán por su buen desempeño y nombrado alcalde de Campeche.  La posición fue insostenible, y tuvieron que trasladar por mar a los pocos españoles a Tabasco.  Nieto fue herido gravemente, pero pudo huir con vida.
La tercera campaña de 1540 a 1547, también comenzó por oriente, la estrategia inicial para regresar a la conquista fue cuando Lorenzo de Godoy, obedeciendo órdenes de "el Adelantado" trasladó la guarnición San Pedro Tanoche en Tabasco a Chakán Putum, nombrándola San Pedro de Champotón.  Después de serios problemas para sostener esta posición, "el Sobrino", cambió el nombre a "Salamanca de Champotón" y  "el Mozo" al haber recibido recursos de "el Adelantado" desde Ciudad Real de Chiapa se reunió con su primo para comenzar el avance de la conquista. 
"El Mozo" envió a la vanguardia a "el Sobrino" para establecer una posíción en Can Pech, donde convocó a un gran número de Halach Uinik y Batab, para intentar que estos juraran obediencia a la Corona española, algunos de ellos accedieron, pero otros rechazaron la sumisión.
Francisco de Montejo y León "el Mozo" estableció en Can Pech una nueva guarnición el 4 de octubre de 1540 a la cual bautizó con el nombre de “San Francisco de Campeche”.  Este acción sería determinante pues el puerto sería una posición de importancia logística para continuar la conquista de Yucatán.

## Época colonial
Consolidada la conquista de Yucatán, se implementó un sistema de encomiendas.
Guarnición estratégica para la conquista y pacificación del norte de la Península de Yucatán, que conlleva a la fundación en 1542 de la ciudad de Merida como capital de la Provincia de Yucatán.
San Francisco de Campeche, se convirtió en un importante puerto comercial, fue también un punto atractivo para el ataque de los piratas durante los siglos XVI, XVII y XVIII.  Por lo que rápidamente se construyeron murallas para su protección.   
En octubre de 1777, la villa fue reconocida como ciudad por la Real cédula expedida por Carlos III.